# Rue de la Barutte
La rue de la Barutte (en occitan : carrièra de la Baruta) est une voie de Toulouse, chef-lieu de la région Occitanie, dans le Midi de la France.

## Situation et accès

### Description
La rue de la Barutte est une voie publique de Toulouse. Elle se trouve dans le quartier du Capitole, au cœur du secteur 1 - Centre. Elle naît au nord-est de la place Roger-Salengro, à l'angle de la rue Baour-Lormian. Elle suit un parcours de 42 mètres orienté au nord-est. Elle se termine au carrefour de la rue de la Pomme, presque à l'angle de la rue d'Alsace-Lorraine.
La rue de la Barutte est une voie piétonne. La vitesse y est limitée à 6 km/h. Il n'existe pas de piste, ni de bande cyclable, quoiqu'elle soit à double-sens cyclable.

### Voies rencontrées
La rue de la Barutte rencontre les voies suivantes, dans l'ordre des numéros croissants (« g » indique que la rue se situe à gauche, « d » à droite) :
1. Place Roger-Salengro (g)
2. Rue Baour-Lormian (d)
3. Rue de la Pomme

### Transports
La rue de la Barutte n'est pas directement desservie par les transports en commun de la ville Tisséo. Elle se trouve cependant à proximité de la station Capitole de la ligne  du métro. 
Une station de vélos en libre-service VélôToulouse se trouve dans une rue voisine : la station no 3 (62 rue de la Pomme).

## Odonymie
La rue de la Barutte tient peut-être son nom des artisans qui fabriquaient des blutoirs (barutas en occitan), tamis qui servent à bluter le grain, c'est-à-dire à séparer la farine du son après qu'il a été moulu, par passage dans un tamis au maillage plus ou moins serré. Il est possible cependant que ce nom ne soit qu'un surnom qui ait été donné à un habitant du lieu. 
Il n'était d'ailleurs pas connu avant le XVIIe siècle : au Moyen Âge, et au moins depuis la fin du XVe siècle, elle était la rue du Puits-de-la-Cadène (carraria Puthei Cathene en latin médiéval), car elle aboutissait à un puits public de ce nom, qui se trouvait au croisement de la rue de la Pomme,. En 1794, pendant la Révolution française, on lui attribua le nom de rue Camarades, sans qu'il subsiste,.

## Histoire

### Moyen Âge et période moderne
Au Moyen Âge, la rue de la Barutte appartient au capitoulat de Saint-Étienne. Ce n'est qu'une rue étroite, qui va de la rue du Puits-Verdet (actuelle rue des Puits-Clos) à la rue des Imaginaires (actuelle rue de la Pomme). Les habitants du quartier ont accès à deux puits publics, qui servent à la distribution d'eau : l'un au sud, sur la petite place Saint-Pantaléon (actuelle place Roger-Salengro), le puits verdet (« vert » en occitan), l'autre au nord, au carrefour de la rue des Imaginaires, le puits de la Cadène (cadena, « chaîne » en occitan). 

### Époque contemporaine
Au milieu du XIXe siècle, la municipalité toulousaine mène un vaste projet d'élargissement des voies, afin de faciliter le transport et l'hygiène. On décide d'agrandir la petite place Saint-Pantaléon par la démolition de plusieurs bâtiments entre la rue Saint-Pantaléon et la rue de la Barutte. Trois immeubles sont finalement expropriés pour cause d'utilité publique, par l'ordonnance royale du 13 septembre 1846. Les travaux de démolition sont commencés en 1847 et la nouvelle place est achevée en 1849, amputant la rue de la Barutte de la moitié de son longueur. Dans le même temps, deux nouveaux immeubles sont élevés afin de fermer la place au nord (actuels no 2 et 7), mais les autres immeubles sont préservés,.

## Patrimoine et lieux d'intérêt

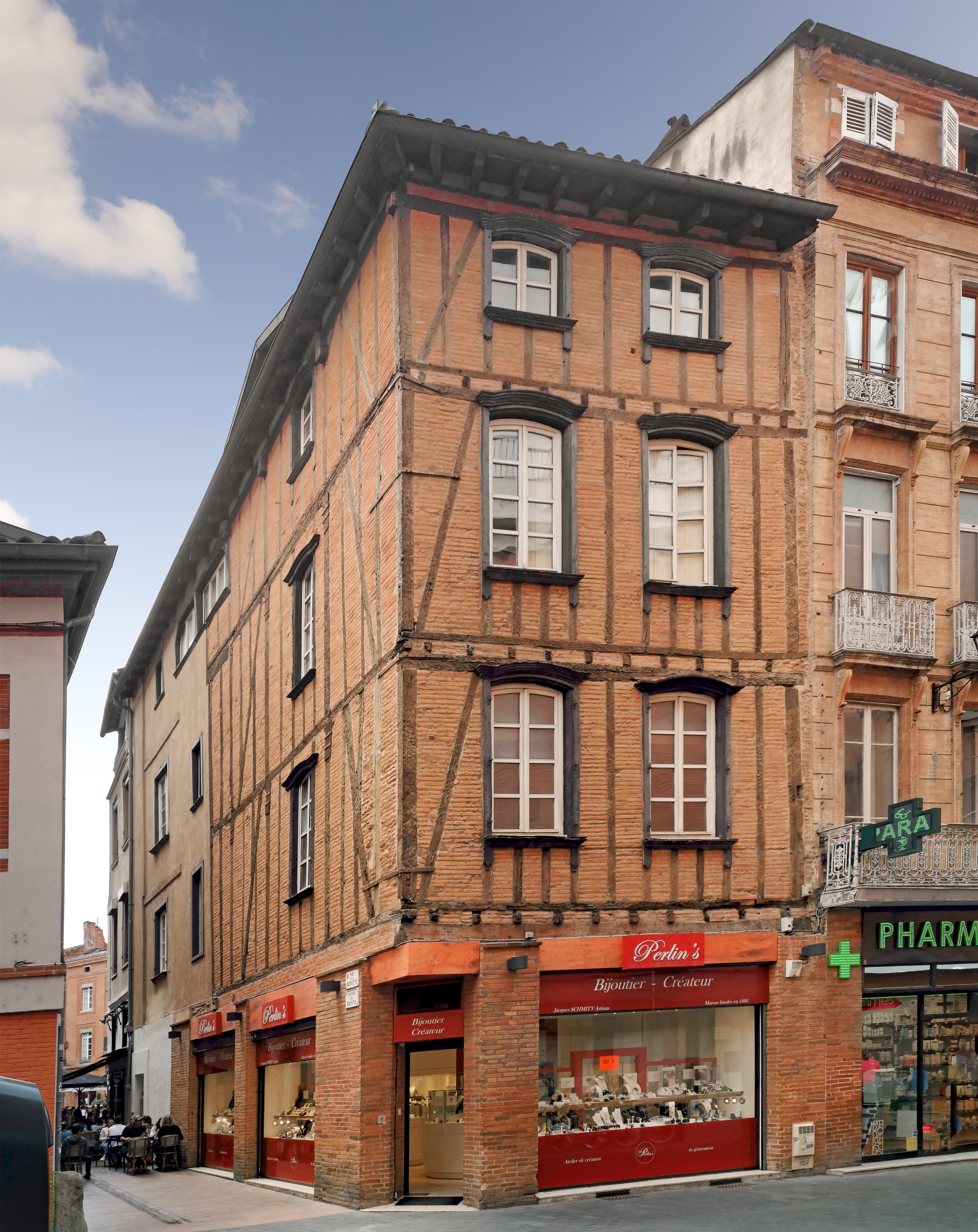
no 11 : immeuble en corondage à l'angle de la rue de la Pomme.

- no  11 : immeuble en corondage. 
L'immeuble, construit au XVIIe siècle, s'élève à l'angle de la rue de la Pomme. Le rez-de-chaussée est maçonné en brique, tandis que les trois étages sont en pan de bois à grille et à décharge. Les fenêtres segmentaires ont un encadrement en bois et sont surmontées d'une fine corniche moulurée[6].